# Sebastián Zurita
Sebastián Zurita Bach (Ciudad de México, 22 de noviembre de 1986) es un actor mexicano, conocido por sus apariciones en series de streaming como El juego de las llaves (2019) y Cómo sobrevivir soltero (2020).

## Biografía
Nació en la Ciudad de México, hijo de los actores y productores Humberto Zurita, mexicano, y Christian Bach, argentina.
Su primera actuación la realizó en 1996, cuando sus padres (Christian y Humberto) le dieron la oportunidad de hacer el papel del protagonista infantil en la telenovela Cañaveral de pasiones interpretando a "Juan Soler" de niño.
Tras 12 años alejado del medio artístico, en 2008 regresa a las pantallas chicas protagonizando la telenovela En nombre del amor de Carlos Moreno Laguillo al lado de Allison Lozz, Altair Jarabo, Victoria Ruffo, Arturo Peniche, Laura Flores y Leticia Calderón. En esta telenovela se dio a conocer como actor y su gran participación le abrió muchas puertas en su camino.
En 2009-2010 participa en Corazón salvaje de Salvador Mejía interpretando al protagonista juvenil junto con Angelique Boyer, quien entonces fuera su novia en esa época.
Participa en 2010 en la película de cine Ángel caído en la que interpreta a Liut (adulto).
En 2010 tiene una participación especial en Cuando me enamoro, telenovela producida por Carlos Moreno Laguillo y donde actúa junto a Silvia Navarro y Juan Soler.
En 2013 filma una película llamada como Ciudadano Buelna como protagonista a lado de Marimar Vega.
En 2014 firmó un contrato con la cadena Telemundo para ser protagonista de la telenovela La impostora junto a Lisette Morelos y a su madre Christian Bach.

## Filmografía

### Televisión
- Profe infiltrado (2024) - Comandante Aurelio Maldonado[4]
- El Galán (2022) - Fabián Delmar (joven)[5]
- Luis Miguel: La serie (2021) - Alex[6]
- Cómo sobrevivir soltero (2020-2023) - Sebastian[7][8][9]
- El juego de las llaves (2019) - Sergio[10]
- The Oath (2019) - Ricardo Velazquez[11]
- Lo imperdonable[12] (2015) - Pablo Hidalgo
- La impostora (2014) -  Eduardo León Altamira
- Mujeres asesinas (2010) - Tercera temporada, episodio: Eliana, cuñada
- Cuando me enamoro (2010) - Rafael Gutiérrez de la Fuente
- Corazón salvaje (2009-2010) - Gabriel Álvarez
- En nombre del amor (2008-2009) - Emiliano Sáenz Noriega Fererr
- Cañaveral de pasiones (1996) - Pablo Montero Rosales (niño)

### Cine
- Fondeados (2021)[13]
- Si yo fuera tú (2018)
- Cómo cortar a tu patán (2017)
- Juego de Héroes (2016)
- Vidas violentas (segmento Una Selfie)[14]
- Amor de mis amores (2014)
- Eddie Reynolds y los ángeles de acero (2014)
- Un, dos tres por todos mis amores (2013)
- Ciudadano Buelna (2012)
- Ángel caído (2010)

### Teatro
- Cama para dos (2013)
- Cena de Matrimonios (2010)

## Premios y nominaciones
- 2009: La revista People en español lo nombró como uno de "Los 50 más bellos".[15]

### Premios TVyNovelas
| Año  | Categoría                  | Telenovela         | Resultado |
| ---- | -------------------------- | ------------------ | --------- |
| 2010 | Mejor revelación masculina | En nombre del amor | Ganador   |

### Premios People en Español
| Año  | Categoría                        | Telenovela         | Resultado |
| ---- | -------------------------------- | ------------------ | --------- |
| 2010 | Mejor Actor/Actriz Juvenil       | Corazón salvaje    | Nominado  |
| 2009 | Mejor Pareja (con Allisson Lozz) | En nombre del amor | Nominado  |
| 2009 | Mejor Actriz/Actor Juvenil       | En nombre del amor | Nominado  |

### Diosas de Plata
| Año  | Categoría   | película         | Resultado |
| ---- | ----------- | ---------------- | --------- |
| 2014 | Mejor actor | Ciudadano Buelna | Ganador   |